# Europapokal der Landesmeister (Handball) 1992/93
Am Europapokal der Landesmeister 1992/93 nahmen 34 Handball-Vereinsmannschaften teil, die sich in der vorangegangenen Saison in ihren Heimatligen für den Wettbewerb qualifiziert hatten. Es war die 33. Austragung des Europapokals der Landesmeister und die letzte unter dieser Bezeichnung. Die Pokalspiele begannen am 21. September 1992, das zweite Finalspiel fand am 30. Mai 1993 statt. Im Finale konnte der kroatische Verein Badel 1862 Zagreb seinen Titel gegen den deutschen Vertreter SG Wallau/Massenheim verteidigen.

## Modus
Der Wettbewerb startete mit einer Qualifikationsrunde mit zwei Spielen. Die Sieger zogen in die 1. Runde ein. Alle Runden inklusive des Finals wurden im K.-o.-System mit Hin- und Rückspiel durchgeführt.

## Qualifikationsrunde
|          | Gesamt |                 | Hinspiel | Rückspiel |
| -------- | ------ | --------------- | -------- | --------- |
| RK Celje | 36:35  | RK Zamet Rijeka | 25:17    | 11:18     |
| Tryst HC | 0:20   | Kyndil Tórshavn | 0:10     | 0:10      |

## 1. Runde
|                        | Gesamt |                        | Hinspiel | Rückspiel |
| ---------------------- | ------ | ---------------------- | -------- | --------- |
| Badel 1862 Zagreb      | 43:35  | RK Celje               | 17:18    | 26:17     |
| Maccabi Rischon LeZion | 42:41  | HB Dudelange           | 20:14    | 22:27     |
| Académico Basket Clube | 43:41  | Pfadi Winterthur       | 20:18    | 23:23     |
| SSV Forst Brixen       | 58:48  | E&O Emmen              | 30:23    | 28:25     |
| Olse Merksem           | 30:42  | HB Vénissieux Lyon     | 13:18    | 17:24     |
| Elektromos Budapest    | 52:41  | Belasiza Petritsch     | 27:25    | 25:16     |
| Uraedd IF Porsgrun     | 44:45  | GOG Gudme              | 23:25    | 21:20     |
| FC Barcelona           | 61:26  | Ionikos Athen          | 34:11    | 27:15     |
| Ystads IF              | 44:43  | BK-46 Karis Handboll   | 23:19    | 21:24     |
| Kyndil Tórshavn        | 40:56  | FH Hafnarfjörður       | 20:27    | 20:29     |
| UHK Volksbank Wien     | 37:55  | SG Wallau/Massenheim   | 19:20    | 18:35     |
| SPE Strovolou Nicosia  | 52:65  | Universitatea Craiova  | 22:34    | 30:31     |
| Wybrzeże Gdańsk        | 36:41  | SKA Kiew               | 20:16    | 16:25     |
| Dukla Prag             | 44:39  | Halkbank Ankara        | 22:18    | 22:21     |
| SKIF Krasnodar         | 52:33  | HK Dio Riga            | 23:14    | 29:19     |
| Granitas Kaunas        | 53:38  | GTU Shevardeni Tbilisi | 25:21    | 28:17     |

## 2. Runde
|                        | Gesamt |                        | Hinspiel | Rückspiel |
| ---------------------- | ------ | ---------------------- | -------- | --------- |
| Badel 1862 Zagreb      | 62:44  | Maccabi Rischon LeZion | 30:24    | 32:20     |
| Académico Basket Clube | 45:38  | SSV Forst Brixen       | 25:16    | 20:22     |
| HB Vénissieux Lyon     | 46:41  | Granitas Kaunas        | 26:17    | 20:24     |
| Elektromos Budapest    | 49:42  | SKIF Krasnodar         | 22:24    | 27:18     |
| GOG Gudme              | 59:47  | SKA Kiew               | 40:18    | 19:29     |
| FC Barcelona           | 54:42  | Dukla Prag             | 32:19    | 22:23     |
| FH Hafnarfjörður       | 56:48  | Ystads IF              | 28:26    | 28:22     |
| SG Wallau/Massenheim   | 47:43  | Universitatea Craiova  | 24:15    | 23:28     |

## Viertelfinals
|                      | Gesamt |                        | Hinspiel | Rückspiel |
| -------------------- | ------ | ---------------------- | -------- | --------- |
| Badel 1862 Zagreb    | 47:43  | Académico Basket Clube | 26:21    | 21:22     |
| HB Vénissieux Lyon   | 42:41  | Elektromos Budapest    | 20:14    | 22:17     |
| FC Barcelona         | 49:34  | GOG Gudme              | 27:13    | 22:21     |
| SG Wallau/Massenheim | 49:43  | FH Hafnarfjörður       | 30:24    | 19:19     |

## Halbfinals
|                      | Gesamt |                   | Hinspiel | Rückspiel |
| -------------------- | ------ | ----------------- | -------- | --------- |
| HB Vénissieux Lyon   | 37:50  | Badel 1862 Zagreb | 19:23    | 18:27     |
| SG Wallau/Massenheim | 46:45  | FC Barcelona      | 24:20    | 22:25     |

## Finale
Das Hinspiel in Zagreb fand am 23. Mai 1993 vor 12.000 Zuschauern statt, das Rückspiel in Frankfurt am 30. Mai 1993 vor 10.000 Zuschauern. Beim Rückspiel in der Frankfurter Festhalle kam es zu einer Unterbrechung von etwa einer Viertelstunde, als während eines starken Regens Wasser auf das Spielfeld tropfte. Beim Stand von 22:17 traf Iztok Puc nach einem Freiwurf von Nenad Kljaić aus zentraler Position eine Sekunde vor Spielende zum entscheidenden achtzehnten Treffer für Zagreb.
|                   | Gesamt |                      | Hinspiel | Rückspiel |
| ----------------- | ------ | -------------------- | -------- | --------- |
| Badel 1862 Zagreb | 40:39  | SG Wallau/Massenheim | 22:17    | 18:22     |

 Badel 1862 Zagreb 22:17 SG Wallau/Massenheim 
Badel 1862 Zagreb: Tonči Peribonio, Rolando Pušnik – Nenad Kljaić (1), Željko Babić, Slavko Goluža (1/1), Ivica Obrvan (1), Bruno Gudelj (4), Iztok Puc (1), Božidar Jović, Tettey Banfro, Patrik Ćavar (9/4), Ratko Tomljanović (5/1). Nicht dabei: Vladimir Vujović, Mirza Šarić, Nino Marković und Vedran Ćurak. Trainer: Zdravko Zovko.
SG Wallau/Massenheim: Peter Hofmann, Markus Becker – Mike Fuhrig (2), Mikael Källman (4/2), Michael Scholtz, Henry Kaufmann, Stephan Schöne (2), Martin Baumann, Dirk Beuchler (5), Christian Stoschek (1), Olaf Oster, Ralf Heckmann (3). Nicht dabei: Martin Schwalb. Trainer: Heiner Brand.
Schiedsrichter:  Kiyashko und Kiselew
 SG Wallau/Massenheim 22:18 Badel 1862 Zagreb 
SG Wallau/Massenheim: Peter Hofmann, Markus Becker – Mike Fuhrig, Mikael Källman (6), Martin Schwalb (5), Henry Kaufmann, Stephan Schöne (5), Martin Baumann, Dirk Beuchler, Christian Stoschek (4), Olaf Oster (2), Ralf Heckmann. Nicht dabei: Michael Scholtz. Trainer: Heiner Brand.
Badel 1862 Zagreb: Tonči Peribonio, Rolando Pušnik – Nenad Kljaić (4), Željko Babić, Slavko Goluža, Ivica Obrvan, Iztok Puc (6), Bruno Gudelj (1), Božidar Jović (1), Tettey Banfro, Patrik Ćavar (5/3), Ratko Tomljanović. Nicht dabei: Vladimir Vujović, Mirza Šarić, Nino Marković und Vedran Ćurak. Trainer: Zdravko Zovko.
Schiedsrichter:  Svein Olaf Øie und Bjørn Høgsnes